# Winanda Spoor
Winanda Spoor (Rijswijk, 27 de gener de 1991) és una ciclista neerlandesa professional de 2010 a 2018. Especialitzada en el ciclisme en pista, també competeix en carretera.

## Palmarès en carretera
- 2008
  -  Campiona dels Països Baixos júnior en ruta
- 2011
  - 1a a la Knokke-Heist-Bredene
- 2014
  - Vencedora d'una etapa al Tour de Feminin-O cenu Českého Švýcarska
- 2018
  - 1a a l'Omloop der Kempen

## Palmarès en pista
- 2010
  -  Campiona dels Països Baixos en scratch
- 2013
  -  Campiona dels Països Baixos en òmnium
- 2014
  -  Campiona dels Països Baixos en scratch